# Байконурское оледенение
Байконурское оледенение (англ. Baykonurian glaciation) — ледниковый период, произошедший на границе протерозоя и фанерозоя, в эдиакарском (в российской региональной шкале — вендском) и, возможно, кембрийском периоде. Согласно исследованию, опубликованному в 2009 году в журнале «Stratigraphy and Geological Correlation», оледенение носило глобальный характер и происходило на обоих полюсах Земли, а отложения, происхождение которых связано с ледниковым периодом, были найдены в Средней Азии (где находится Байконурская формация, в честь которой оледенение и получило своё название), Северной Африке и Европе. 
Точные даты начала и конца оледенения не известны, но, согласно вышеупомянутому исследованию, возраст ледниковых отложений датируется от примерно 560 до примерно 530 млн лет назад. Согласно другому исследованию, опубликованному в 2012 году в южноафриканском издании «South African Journal of Geology», датой начала Байконурского оледенения можно считать отметку в 547 млн лет назад. В исследовании также говорится, что оледенение могло способствовать созданию «эффекта бутылочного горлышка», что могло способствовать вымиранию эдиакарской фауны и последовавшему за этим кембрийскому взрыву.